# (274843) Mykhailopetrenko
(274843) Mykhailopetrenko est un astéroïde de la ceinture principale.

## Description
(274843) Mykhailopetrenko est un astéroïde de la ceinture principale. Il fut découvert le 24 août 2009 à Androuchivka par l'observatoire astronomique d'Androuchivka. Il présente une orbite caractérisée par un demi-grand axe de 2,30 UA, une excentricité de 0,17 et une inclinaison de 6,4° par rapport à l'écliptique.

## Compléments